# Nakléřovský průsmyk

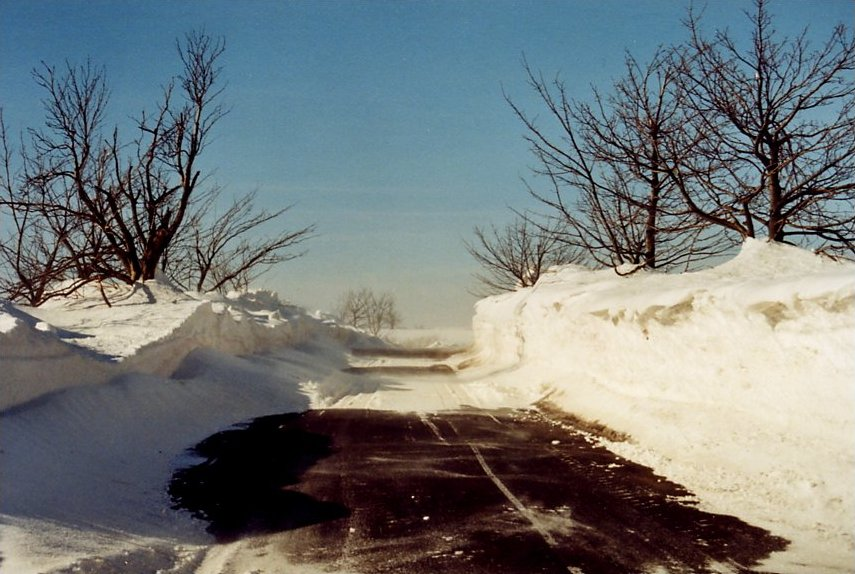
Nakléřovský průsmyk

Nakléřovský průsmyk je horské sedlo s nadmořskou výškou 679 metrů, ležící asi 10 kilometrů severně od Ústí nad Labem. Leží v těsném sousedství osady Nakléřov a tvoří rozhraní mezi Krušnými horami (Loučenskou hornatinou) na západní straně a Děčínskou vrchovinou na východě. V minulosti poskytoval průsmyk strategický přístup do Čech přes pohraniční pohoří. Slouží také jako důležitý orientační bod tažných ptáků.
Odedávna tudy vedla obchodní cesta, tzv. srbská stezka. Cesta byla v těchto místech velmi strmá a úzká, v některých místech museli formani čekat, až projedou protijedoucí povozy.
30. srpna 1813 průsmykem prošlo vojsko pruského generála Kleista, s jehož pomocí byla tento den v bitvě u Chlumce poblíž Ústí nad Labem poražena armáda Napoleona Bonaparte. Generál Kleist za své zásluhy obdržel šlechtický přídomek „von Nollendorf“, tj. z Nakléřova.
Nakléřovským průsmykem vede silnice II/248, spojující Telnici a Petrovice. Provoz je velmi omezený, neboť horský masiv od roku 2006 překonává též souběžně vedená dálnice D8 tunelem Libouchec a tunelem Panenská.